# Julian Grzegorczyk
Julian Grzegorczyk (ur. 28 maja 1928 w Walentynowie, zm. 8 maja 2007 w Bydgoszczy) – pułkownik pilot Sił Zbrojnych Polskiej Rzeczypospolitej Ludowej, pilot lotnictwa szturmowego i transportowego.

## Życiorys
Po ukończeniu gimnazjum i liceum handlowego oraz trzech lat Wyższej Szkoły Handlowej we Wrocławiu został powołany do zasadniczej służby wojskowej. W maju 1951 roku został przyjęty do Oficerskiej Szkoły Lotniczej w Dęblinie. Szkołę ukończył w maju 1953 i został promowany do stopnia podporucznika. Służbę rozpoczął w 4 pułku lotnictwa szturmowego w Bydgoszczy, gdzie był kolejno starszym pilotem, nawigatorem eskadry i dowódcą eskadry (1955-1956). W lutym 1956 został nawigatorem pułku, a od stycznia 1960 do lutego 1961 czasowo pełnił obowiązki dowódcy 5 pułku lotnictwa szturmowego w Bydgoszczy. Po ukończeniu Wyższego Kursu Doskonalenia Oficerów w Centrum Szkolenia Lotniczego w Modlinie był zastępcą dowódcy 5 pułku lotnictwa szturmowego do spraw pilotażu (do maja 1963).
W maju 1963 został dowódcą 5 pułku lotnictwa myśliwsko-szturmowego, który w 1968 został przemianowany na 3 Pułk Lotnictwa Myśliwsko-Bombowego w Bydgoszczy. Stanowisko dowódcy pułku pełnił do lipca 1973. Następnie w latach 1973-1982 był komendantem Wojskowego Ośrodka Szkoleniowo-Kondycyjnego w Mrągowie. 
Od lutego 1982 do stycznia 1985 był dowódcą 13 pułku lotnictwa transportowego w Krakowie. Następnie był starszym inspektorem w Szefostwie Lotnictwa Transportowego i Łącznikowego w Dowództwie Wojsk Lotniczych w Poznaniu. 5 czerwca 1985 przeniesiony w stan spoczynku.
Pilot wojskowy pierwszej klasy z nalotem ogólnym 3986 godzin, w tym ponad 600 godzin na samolotach Su-7. Mieszkał i zmarł w Bydgoszczy.

## Odznaczenia
- Krzyż Oficerski Orderu Odrodzenia Polski (1983)
- Krzyż Kawalerski Orderu Odrodzenia Polski (1968)
- Odznaka „Zasłużony Pilot Wojskowy PRL” (1984)
- inne odznaczenia resortowe i organizacyjne

## Źródła
- Józef Zieliński: Dowódcy pułków lotnictwa polskiego 1921-2012. Warszawa: Bellona, 2015, s. 140-141. ISBN 978-83-11-13990-9. OCLC 924867180.